# Laurent Grimmonprez
Laurent Grimmonprez (14 de desembre de 1902 - 22 de maig de 1984) fou un futbolista belga.

## Selecció de Bèlgica
Va formar part de l'equip belga a la Copa del Món de 1934.